# 以色列21歲以下國家足球隊
以色列21歲以下國家足球隊（希伯來語：הנבחרת הצעירה של ישראל בכדורגל，簡稱以色列U21）是以色列的21歲以下國家足球代表隊，由以色列足球协会負責組織，參加每兩年舉辦一次的歐洲U-21足球錦標賽。
以色列U21在以色列足球协会成功由亞洲足協轉移會籍到歐洲足協後才組成，首次參賽1992年歐洲U-21足球錦標賽，外圍賽首場作客對希臘亦是其首場正式國際賽。
以色列U21並沒有固定主場球場，比賽在全國各地不同的球場舉行，期望得到不同地區球迷的支持。由於支持度遠遠不及大國腳，通常會採用容量較少的球場進行比賽。

## 競賽歷史

### 歐青盃歷屆成績
| 年度   | 主辦國   | 冠軍     | 成績             |
| ------ | -------- | -------- | ---------------- |
| 1978年 | 主客制   | 南斯拉夫 | 隸屬亞洲足協成員 |
| 1980年 | 主客制   | 蘇聯     | 隸屬亞洲足協成員 |
| 1982年 | 主客制   | 英格蘭   | 隸屬亞洲足協成員 |
| 1984年 | 主客制   | 英格蘭   | 隸屬亞洲足協成員 |
| 1986年 | 主客制   | 西班牙   | 隸屬亞洲足協成員 |
| 1988年 | 主客制   | 法國     | 隸屬亞洲足協成員 |
| 1990年 | 主客制   | 蘇聯     | 隸屬亞洲足協成員 |
| 1992年 | 主客制   | 義大利   | 外圍賽出局       |
| 1994年 | 法國     | 義大利   | 外圍賽出局       |
| 1996年 | 西班牙   | 義大利   | 外圍賽出局       |
| 1998年 | 羅馬尼亞 | 西班牙   | 外圍賽出局       |
| 2000年 | 斯洛伐克 | 義大利   | 外圍賽出局       |
| 2002年 | 瑞士     | 捷克     | 外圍賽出局       |
| 2004年 | 德国     | 義大利   | 外圍賽出局       |
| 2006年 | 葡萄牙   | 荷蘭     | 外圍賽出局       |
| 2007年 | 荷蘭     | 荷蘭     | 分組賽出局（1）  |
| 2009年 | 瑞典     | 德國     | 外圍賽附加賽     |
| 2011年 | 丹麦     |          | 外圍賽           |
| 2013年 | 以色列   |          | 小組賽A3出局     |
| 2015年 | 捷克     |          | 外圍賽           |
| 2017年 | 波蘭     |          | 外圍賽           |

- 註解：奧運會前一年的U21錦標賽（如：2015、2019）若球隊可在決賽圈中獲得一定名次，該隊將可參與奧運會。

## 外部連結
- 歐洲足協U-21網站（页面存档备份，存于）
- RSSSF：歐青盃全紀錄（页面存档备份，存于）